# Tonta de capirote
Tonta de capirote es un libro de memorias escrito por la poeta venezolana Ida Gramcko, publicado por Monte Ávila Editores en su colección Biblioteca popular El Dorado en 1972. A diferencia de sus obras de poesía, ensayo y teatro, esta publicación se inscribe dentro de la narrativa autobiográfica y recoge episodios de la infancia y juventud de la autora.

## Contenido
Publicada a poco de cumplir cincuenta años, Tonta de capirote muestra una faceta íntima y reflexiva de Gramcko. La autora reconstruye, desde una perspectiva adulta, recuerdos de su niñez en Puerto Cabello y de sus primeras experiencias en Caracas, en un entorno familiar marcado por el despertar intelectual y los inicios de su vida diplomática en Europa, en donde aparecen personajes como Golda Meir o Andréi Vyshinski. Mediante una prosa cargada de imágenes poéticas, entrelaza lo cotidiano con lo fantástico, lo doméstico con lo trascendental, con una «consciente espontaneidad».

La felicidad no es un mandato. Es una espontaneidad interior y si no se la siente, hay que decirlo, y si no nos oyen, gritarlo, y si todavía no nos oyen, rodar por el piso, retorciéndose, e invocarla y pedirla y reclamarla como sea. Cuando se necesita ser feliz y no se es, y uno clama, se está muy cerca de la regeneración desde el agudo ruego.

Entre los temas abordados destacan la memoria familiar, la formación de la subjetividad femenina, y el surgimiento de una conciencia cultural e intelectual. Asimismo, la obra retrata el paisaje venezolano y la vida provinciana con un tono nostálgico y lírico. Como dato curioso, su esposo, José Domínguez Benavides, es mencionado constantemente en el libro como «El periodista del paraguas».
Tonta de capirote fue reeditado en 2025 por LP5 Editores, con prólogo de Gladys Mendía.